# Waltz for Debby (джазовый стандарт)
«Waltz for Debby» — композиция, сочинённая пианистом Биллом Эвансом. Он записал её как сольную фортепианную пьесу для своего альбома New Jazz Conceptions (1956). Текст песни написал Джин Лис. «Дебби» в названии композиции относится к племяннице Эванса, Дебби Эванс. Позже Эванс часто включал новые версии композиции в свои альбомы.
Впоследствии она стала джазовым стандартом войдя в репертуар множества исполнителей, как инструменталистов, так и вокалистов. Дон Себески получил премию «Грэмми» за лучшую инструментальную аранжировку мелодии (из альбомм I Remember Bill: The Tribute to Bill Evans, 1999), а Гэри Бертон и Чик Кориа за лучшее джазовое инструментальное соло (из альбома The New Crystal Silence, 2008).